# آلارما (آلبوم)
آلارما (به انگلیسی: ¡Alarma!) نام چهارمین آلبوم موسیقی استودیویی گروه دانیل آموس است. خوانندگان گروه موسیقی دانیل آموس اهل ایالات متحده آمریکا هستند.
گروه دانیل آموس، یک گروه موسیقی سبک کریستین راک یا راک مسیحی است که بیشتر روی محتوا و متن تمرکز دارد.
آلارما در سال ۱۹۸۱ تهیه و توسط نیوپکس رکوردز منتشر شد.